# Tulungpasik
Tulungpasik is een bestuurslaag in het regentschap Lampung Timur van de provincie Lampung, Indonesië. Tulungpasik telt 2803 inwoners (volkstelling 2010).